# Тариго, Энрике
Энрике Тариго Васкес (исп. Enrique Tarigo; 15 сентября 1927, Монтевидео, Уругвай — 14 декабря 2002, там же) — уругвайский политический, государственный и общественный деятель, вице-президент Уругвая (1 марта 1985-1 марта 1990), президент сената Уругвая (1 марта 1985-1 марта 1990), юрист, журналист, педагог, профессор Республиканского университета Уругвая.

## Биография
Окончил в 1953 году юридический факультет Республиканского университета Уругвая, стал известным юристом, специалист по процессуальному праву. До 1978 года читал лекции в альма-матер. Профессор права. Во время военной диктатуры в Уругвае, как и ряд видных профессоров университета, был уволен с работы.
Основатель еженедельника «Опинар», сыграл важную роль в отклонении конституционной реформы, предложенной военным режимом.
Член Партии Колорадо (Уругвай). На выборах в Уругвае в 1982 году возглавил список от своей партии.
На выборах 1984 года, положивших конец фактическому правлению военной диктатуры, был кандидатом на пост вице-президента республики и одержал победу, став, таким образом, первым во время демократического правления после падения военно-гражданской администрации (1973—1985).
Занимал кресло вице-президента Уругвая с 1 марта 1985 г. по 1 марта 1990 года при президенте Хулио Мария Сангинетти. В 1985—1990 годах — президент сената Уругвая.
С 1992 по 1993 год — директор газеты El Día. В 1995—1999 годах был послом Уругвая в Испании.
Скончался в 2002 году от рака лёгких.

## Память
Его имя сейчас носит бывшая площадь Каганча в Монтевидео.